# Hohenbuehelia tropicalis
Hohenbuehelia tropicalis är en svampart som beskrevs av Singer 1989. Hohenbuehelia tropicalis ingår i släktet Hohenbuehelia och familjen musslingar.   Inga underarter finns listade i Catalogue of Life.